# Bolós-Apotheke

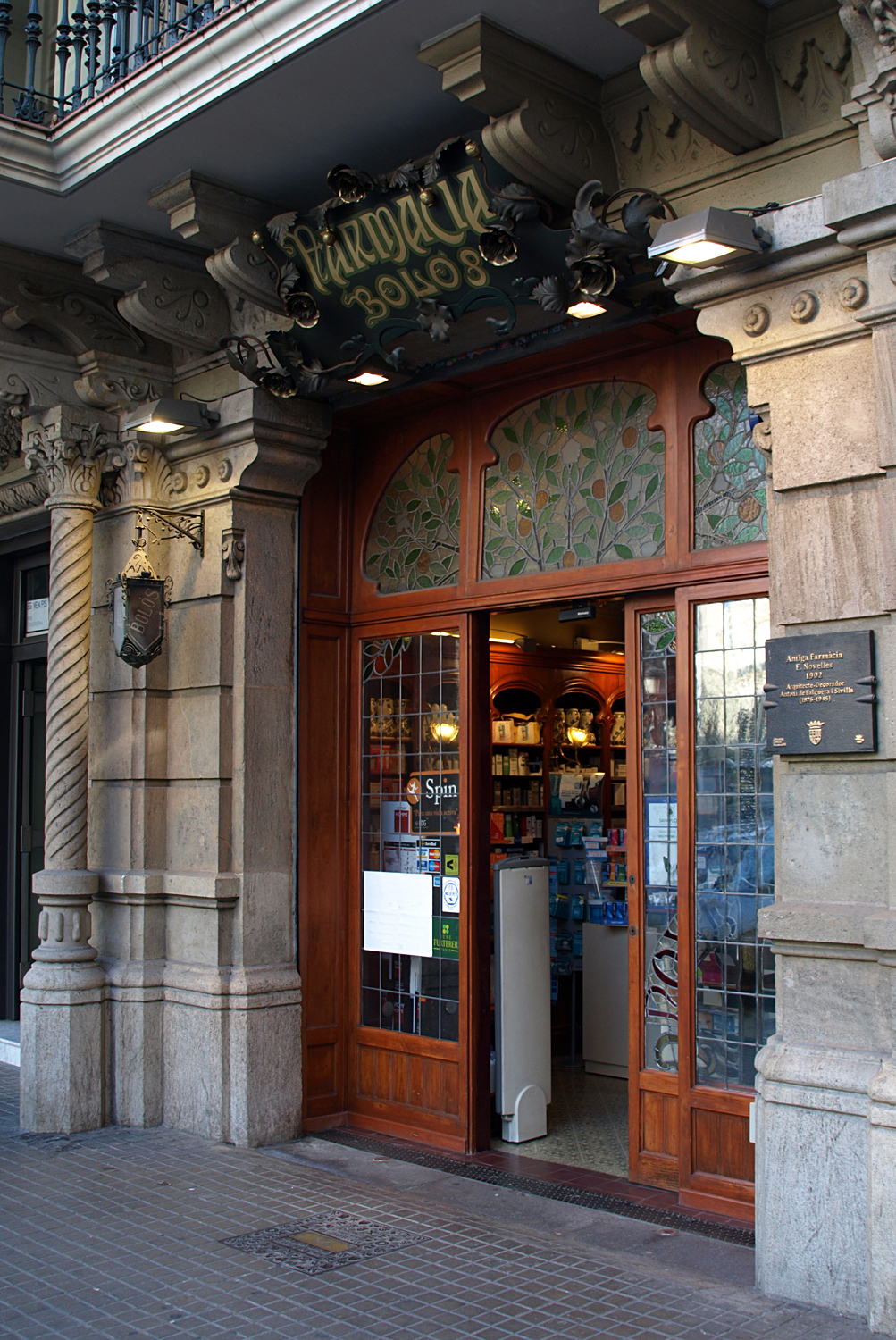
Bolós-Apotheke (2008)

Die Bolós-Apotheke (katalanisch Farmàcia Bolós; ehemals Farmàcia Novellas) befindet sich in Barcelona im Bezirk Eixample in der Rambla de Catalunya Nr. 77. 
Der erste Besitzer, der Apotheker Antoni Novellas i Roig, ließ sie 1902 von dem Architekten Antoni de Falguera i Sivilla entwerfen und verkaufte sie 1927 an die Familie Bolós. Der ausführende Architekt des Gebäudes war Josep Domènech i Estapà. Die Zugangstür besteht aus drei Holzpaneelen mit Bleiglas mit der Darstellung der Zeichnung eines Orangenbaumes. Im Inneren sind trotz umfangreicher Renovierungen die Vitrinen, die Mahagoni-Theke, die Wandmalereien an den Decken und die modernistischen Buntglasfenster der Originalzeit hervorragend erhalten.